# كمين العلم
كمين العلم يُشير إلى عملية نفذتها ألوية الناصر صلاح الدين، الجناح العسكري للجان المقاومة الشعبية، عبر تفخيخ سارية علم فلسطيني ونصبها على السياج الحدودي بين إسرائيل وقطاع غزة في 17 فبراير 2018. أدى انفجار العلم المفخخ إلى إصابة أربعة من الجنود الإسرائيليين.
تبرز أهمية الكمين في نجاح المقاومة الفلسطينية في خداع وحدة الهندسة الإسرائيلية رُغم حذرها، مع تصوير الكمين من زاويتين مختلفتين بدقة عالية واستغلال ذلك في الحرب النفسية.

## التخطيط
جاء الكمين «رداً على اعتداءات الاحتلال على الشعب الفلسطيني خلال مسيرات العودة آنذاك في قطاع غزّة» حسب ما ذكر محمد البريم الناطق باسم لجان المقاومة الشعبية. حيث لوحظ أن أفراد وحدات الهندسة الإسرائيلية يزيلون الأعلام والرايات الفلسطينية العالقة في أسلاك السياج الحدودي عقب انفضاض المتظاهرين من مسيرات العودة لذلك تقرر وضع علم فلسطيني مفخخ على السياج كطُعم وأوكلت المهمة لوحدة الهندسة.
وُضعت خطة الكمين في موقع الشهيد عماد حمّاد وهو أحد مواقع ألوية الناصر صلاح الدين للإعداد والتدريب المركزي، حيث فُخخت سارية العلم بطريقة مبتكرة يصعب كشفها، وذلك بحشو فراغ السارية بمواد متفجرة من نوع سي4 وتي إن تي من مخلفات الجيش الإسرائيلي قبل انسحابه من قطاع غزة في 2005، ولحاجة هذه المواد إلى صاعق وفتيل لتفجيرها، ولصغر مساحة السارية، ابتكرت وحدة الهندسة طريقة أخرى، إذ وضعت رصاصة داخلها مادة شديدة الانفجار مع سلكين. واكتفت بوضع فتيل في السارية يسحبه المقاوم أثناء زرعه للعلم عند السياج، مما يجعل السارية قابلة للانفجار في اللحظة التي تُحرك فيها أو تُرمى بطريقة عشوائية.

## الكمين
بعد استطلاع المنطقة ومراقبتها من قبل ألوية الناصر صلاح الدين، تسلل أحد مقاتليها مساء الجمعة الموافق 16 فبراير 2018، حاملاً العلم المفخخ، بعد انفضاض مظاهرات مسيرة العودة ذلك اليوم، وزرعه في السياج الحدودي الفاصل مقابل عين هشلوشا [الإنجليزية] شرق مدينة خان يونس وانسحب.
لاحقاً في ظهر السبت الموافق 17 فبراير، وصلت دورية إسرائيلية من جنود جولاني والهندسة القتالية إلى موقع العلم بعد الاشتباه به وعاينت المكان جيداً، ثم اقترب قائد فريق إبطال مفعول القنابل من العلم بحرص للتأكد من عدم وجود شرك خداعية حوله ونزع العلم وتوجه به إلى مجموعة من الجنود وفور أن ألقاه على الأرض، جرى تفعيل الشحنة المتفجرة بسارية العلم والتي انفجرت وأطاحت به.
أصيب جراء الانفجار ضابط قائد فريق إبطال مفعول القنابل من وحدة الهندسة الخاصة (ياهالوم) بالإضافة إلى جندي في نفس الوحدة بجروح خطيرة كما أصيب قائد سرية من الكتيبة 13 (من لواء جولاني) ومقاتل من كتيبته بجروح متوسطة. فيما ذكرت مصادر أخرى مقتل وإصابة ستة جنود إسرائيليين في الانفجار وهو ما لم يثبت صحته.
وصلت تعزيزات وقوة إنقاذ إلى موقع الهجوم ونقلت مروحيتان إسرائيليتان المصابين إلى مستشفى سوروكا في بئر السبع.
يُذكر أن الجيش الإسرائيلي سبق وأن اكتشف وأبطل عدداً من العبوات الناسفة والمتفجرات قرب السياج الحدودي في 2015، وأبريل 2016، ومارس 2017. لكن هذا الكمين مَثَل المرة الأولى التي يفشل فيها مقاتلو الوحدة الهندسية في اكتشاف الشرك الخداعي منذ نهاية عملية الجرف الصامد في 2014.

## التداعيات
اعتبر الجيش الإسرائيلي الهجوم «حادث إرهابي خطير للغاية ومن شأنه أن يزعزع استقرار المنطقة». وقال رئيس الوزراء بنيامين نتنياهو، الذي كان يشارك في مؤتمر ميونيخ للأمن حينها: «إن الحادث الذي وقع اليوم على حدود قطاع غزة خطير وسنرد وفقاً لذلك.» وفي المساء، قصف سلاح الجو الإسرائيلي عدة أهداف تابعة لحماس عقب مناقشة لتقييم الوضع في أعقاب الهجوم حضرها رئيس الأركان، اللواء غادي أيزنكوت، وقائد القيادة الجنوبية العقيد إيال زمير، وقائد القوات الجوية العقيد عميكام نوركين، وكبار مسؤولي الجيش الإسرائيلي. كذلك قُصفت نقطة مراقبة تابعة لحركة الجهاد الإسلامي كرد على الهجوم. وقد خلف القصف الجوي والبري الذي استهدف 18 موقعاً لحماس قتيلين فلسطينيين هما سالم محمد صباح وعبد الله أيمن أبو شيخة، وكلاهما في السابعة عشرة من العمر ومن حي السلام في رفح وذكر شهود عيان فلسطينيون أنهما أصيبا برصاص الجيش الإسرائيلي بالقرب من الحدود بين إسرائيل وقطاع غزة فيما قال الجيش الإسرائيلي إنه أطلق «عيارات تحذيرية» باتجاه مجموعة من الفلسطينيين كانت تقترب بشكل يثير الشبهة من السياج الحدودي.
نشرت ألوية الناصر توثيقاً لكمين العلم من زاويتين مختلفتين في نوفمبر 2018 بعد عدة أشهر من الهجوم. أعادت بعض الحسابات المضللة نشر الفيديو كونه جزءاً من الحرب في غزة 2023.